# Jaap Best
Jacob Jan "Jaap" Best (11 december 1912 – 14 september 2002) was een Nederlandse verzamelaar van circusaffiches.

## Levensloop
Als 7-jarige jongen raakte Jaap Best gefascineerd door het circus. In 1947 werd hij administrateur van circus Karel Strassburger. Hij bleef hier meer dan 6 jaar administratief werkzaam. 
Al vroeg begon hij affiches te verzamelen. Hij was vooral bekend om zijn verzameling van 3500 affiches van Drukkerij Friedländer, die hij voor een groot deel na het overlijden van Edwin Schirmer (Duitse acrobaat en circuscollectioneur) in 1964 overnam.
Jaap Best verzamelde, maar was ook historicus. In 1971 schreef hij een boek: 70 Jaar circus in Nederland, waarvan een herdruk in april 2007 verscheen.
In 2002 overleed Jaap Best. Zijn collectie van 8000 affiches is naar het Teylers Museum in Haarlem gegaan, waar het geconserveerd en gearchiveerd is. In 2006 zijn 60 historische circusaffiches tentoongesteld in De Affiche Galerij in de Haagse tramtunnel.

## Publicaties
- 70 Jaar circus in Nederland (1971), herdruk in 2007